# Trash - I rifiuti di New York
 Trash - I rifiuti di New York  è un film del 1970 diretto da Paul Morrissey, presentato nella Settimana internazionale della critica al Festival di Cannes 1971. È la seconda parte della trilogia prodotta da Andy Warhol, che comprende anche Flesh e Calore.
Un film quasi documentaristico, "che ha come obiettivo focalizzarsi sui dettagli (volti, mani e altre parti del corpo) e sui particolari (la strumentazione per bucarsi, l’iniezione di eroina di Joe). E tale regia si rifà, in un certo qual modo, al naturalismo, che studia, e/o spia, gli emarginati, cui poi non appone nessun giudizio morale, né catarsi".

## Trama
Vita quotidiana di un drogato divenuto impotente e della sua compagna, che, in realtà, è un travestito. Una coppia, che ha scoperto il tossico in casa a rubare, vorrebbe utilizzarlo come oggetto sessuale, ma lo ributta nella strada mentre lei/lui si finge la propria sorella incinta per ottenere un sussidio da un funzionario feticista.

## Produzione
Il film venne girato a New York nel corso di otto sabati pomeriggio.
Il doppiaggio italiano, curato da Pier Paolo Pasolini e Dacia Maraini, usa voci che non hanno mai seguito corsi di dizione.

## Distribuzione
La prima del film avvenne a New York il 5 ottobre 1970.